# Ozarba propera
Ozarba propera is een vlinder van de familie van de uilen (Noctuidae). De wetenschappelijke naam van deze soort is voor het eerst voorgesteld als Eustrotia propera door Augustus Radcliffe Grote in een publicatie uit 1882.
De soort komt voor in de Verenigde Staten.